# Broj 1 singlovi 2007. (Hrvatska)
Vrhovi glazbenih ljestvica u Hrvatskoj u 2007. godini obuhvaćaju singlove koji su dospjeli na vrh glazbenih ljestvica u tri kategorije.

## Uspjesi

### Zabavna/narodna
Tijekom 2007. godine u zabavnoj kategoriji na vrh glazbene ljestvice došlo je 9 pjesama. Najviše tjedana na broju 1 provela je pjesma "Kao nekad" (12 tjedna) od Baruna. Najviše pjesama na broju jedan imaju Baruni (dvije pjesme) kao i Miroslav Škoro.Najviše tjedana na broju jedan su proveli Baruni (20 tjedana).
- najuspješniji singl - "Zar je to još od nas ostalo "[1]
- najuspješniji muški solo izvođač - Miroslav Škoro[1]
- najuspješniji ženski solo izvođač - Danijela Martinović[1]
- najuspješniji sastav - Baruni[1]

### Pop-rock/urbana
U Pop-rock/urbanoj kategoriji na vrh ljestvice u 2008. godini dospjelo je 9 pjesama. Najviše tjedana na broju 1 (31 tjedan) proveo je Toše Proeski sa svoja tri singla. Najviše tjedana na broju 1 provela je njegova pjesma "Veži me za sebe".
- najuspješniji singl - "Još i danas zamiriše trešnja"[2]
- najuspješniji muški solo izvođač - Toše Proeski[2]
- najuspješniji ženski solo izvođač - Vanna[2]
- najuspješniji sastav - E.N.I.[2]

### Inozemna
Na vrh inozemne ljestvice singlova u 2007. godini dospjelo je 29 pjesama. Desetak pjesma su na broju jedan bile po dva tjedna što je ujedno i najduže vrijeme provedeno na broju 1. Arctic Monkeys i Amy Winehouse imaju najviše pjesama na broju 1 (2. pjesme).
- najuspješniji singl - "When Did Your Heart Go Missing"[3]
- najuspješniji muški solo izvođač - Timbaland[3]
- najuspješniji ženski solo izvođač - Amy Winehouse[3]
- najuspješniji sastav - Arctic Monkeys[3]

## Popis
| Tjedan | Datum        | Zabavna/narodna glazba | Zabavna/narodna glazba        | Pop-rock/urbana glazba | Pop-rock/urbana glazba | Inozemna glazba                | Inozemna glazba                   | Izvori                  |
| Tjedan | Datum        | Izvođač                | Skladba                       | Izvođač                | Skladba                | Izvođač                        | Skladba                           | Izvori                  |
| ------ | ------------ | ---------------------- | ----------------------------- | ---------------------- | ---------------------- | ------------------------------ | --------------------------------- | ----------------------- |
| 1.     | 6. siječnja  | Dražen Zečić           | "Tvoje oči zelene"            | Ivana Banfić           | "Vjerujem"             |                                |                                   | [ 4 ] [ 5 ]             |
| 2.     | 13. siječnja | Dražen Zečić           | "Tvoje oči zelene"            | Gibonni ft. Goran Bare | "Anđeo u tebi"         | Regina Spektor                 | "Fiedlity"                        | [ 6 ] [ 7 ] [ 8 ]       |
| 3.     | 20. siječnja | Dražen Zečić           | "Tvoje oči zelene"            | Ivana Banfić           | "Vjerujem"             | Klaxons                        | "Golden Skans"                    | [ 9 ] [ 10 ] [ 11 ]     |
| 4.     | 27. siječnja | Dražen Zečić           | "Tvoje oči zelene"            | Gibonni ft. Goran Bare | "Anđeo u tebi"         | Klaxons                        | "Golden Skans"                    | [ 12 ] [ 13 ] [ 14 ]    |
| 5.     | 3. veljače   | Thompson"              | "Moj dida i ja"               | Vanna                  | "Početak i kraj"       | Kelis ft. Cee-Loo              | "Lil Star"                        | [ 15 ] [ 16 ] [ 17 ]    |
| 6.     | 10. veljače  | Thompson"              | "Moj dida i ja"               | Vanna                  | "Početak i kraj"       | Kelis ft. Cee-Loo              | "Lil Star"                        | [ 18 ] [ 19 ] [ 20 ]    |
| 7.     | 17. veljače  | Thompson"              | "Moj dida i ja"               | Vanna                  | "Početak i kraj"       | The Killers                    | "Read my Mind"                    | [ 21 ] [ 22 ] [ 23 ]    |
| 8.     | 24. veljače  | Thompson"              | "Moj dida i ja"               | Vanna                  | "Početak i kraj"       | Dolores O'Riordan              | "Ordinary Day"                    | [ 24 ] [ 25 ] [ 26 ]    |
| 9.     | 3. ožujka    | Oliver Dragojević      | "Vila s Jadrana"              | Vanna                  | "Početak i kraj"       | Dolores O'Riordan              | "Ordinary Day"                    | [ 27 ] [ 28 ] [ 29 ]    |
| 10.    | 10. ožujka   | Oliver Dragojević      | "Vila s Jadrana"              | Vanna                  | "Početak i kraj"       | Nelly Furtado                  | "Say It Right"                    | [ 30 ] [ 31 ] [ 32 ]    |
| 11.    | 17. ožujka   | Oliver Dragojević      | "Vila s Jadrana"              | Vanna                  | "Početak i kraj"       | Arcade Fire                    | "Keep the Car Running"            | [ 33 ] [ 34 ] [ 35 ]    |
| 12.    | 24. ožujka   | Oliver Dragojević      | "Vila s Jadrana"              | Vanna                  | "Početak i kraj"       | Arcade Fire                    | "Keep the Car Running"            | [ 36 ] [ 37 ] [ 38 ]    |
| 13.    | 31. ožujka   | Oliver Dragojević      | "Vila s Jadrana"              | E.N.I.                 | "Traži se dečko"       | Kings of Leon                  | "On Call"                         | [ 39 ] [ 40 ] [ 41 ]    |
| 14.    | 7. travnja   | Oliver Dragojević      | "Vila s Jadrana"              | E.N.I.                 | "Traži se dečko"       | Kings of Leon                  | "On Call"                         | [ 42 ] [ 43 ] [ 44 ]    |
| 15.    | 14. travnja  | Oliver Dragojević      | "Vila s Jadrana"              | E.N.I.                 | "Traži se dečko"       | Manic Street Preachers         | "Your Love Alone Is Not Enough"   | [ 45 ] [ 46 ] [ 47 ]    |
| 16.    | 21. travnja  | Oliver Dragojević      | "Vila s Jadrana"              | E.N.I.                 | "Traži se dečko"       | Manic Street Preachers         | "Your Love Alone Is Not Enough"   | [ 48 ] [ 49 ] [ 50 ]    |
| 17.    | 28. travnja  | Oliver Dragojević      | "Vila s Jadrana"              | Toše Proeski           | "Veži me za sebe"      | The Chemical Brothers          | "Do It Again"                     | [ 51 ] [ 52 ] [ 53 ]    |
| 18.    | 5. svibnja   | Oliver Dragojević      | "Vila s Jadrana"              | Toše Proeski           | "Veži me za sebe"      | The Chemical Brothers          | "Do It Again"                     | [ 54 ] [ 55 ] [ 56 ]    |
| 19.    | 12. svibnja  | Oliver Dragojević      | "Vila s Jadrana"              | Toše Proeski           | "Veži me za sebe"      | Amp Fiddler                    | "If I Don't"                      | [ 57 ] [ 58 ] [ 59 ]    |
| 19.    | 19. svibnja  | Oliver Dragojević      | "Vila s Jadrana"              | Toše Proeski           | "Veži me za sebe"      | Amy Winehouse                  | "Back To Black"                   | [ 60 ] [ 61 ] [ 62 ]    |
| 20.    | 26. svibnja  | Oliver Dragojević      | "Vila s Jadrana"              | Toše Proeski           | "Veži me za sebe"      | Amy Winehouse                  | "Back To Black"                   | [ 63 ] [ 64 ] [ 65 ]    |
| 21.    | 2. lipnnja   | Baruni                 | "Kao nekad"                   | Toše Proeski           | "Veži me za sebe"      | Arctic Monkeys                 | "Fluorescent Adolescent"          | [ 66 ] [ 67 ] [ 68 ]    |
| 22.    | 9. lipnnja   | Baruni                 | "Kao nekad"                   | Toše Proeski           | "Veži me za sebe"      | Arctic Monkeys                 | "Fluorescent Adolescent"          | [ 69 ] [ 70 ] [ 71 ]    |
| 23.    | 16. lipnnja  | Baruni                 | "Kao nekad"                   | Toše Proeski           | "Veži me za sebe"      | Tiny Dancers                   | "Hannah We Know"                  | [ 72 ] [ 73 ] [ 74 ]    |
| 24.    | 23. lipnnja  | Baruni                 | "Kao nekad"                   | Toše Proeski           | "Veži me za sebe"      | Tiny Dancers                   | "Hannah We Know"                  | [ 75 ] [ 76 ] [ 77 ]    |
| 25.    | 30. lipnnja  | Baruni                 | "Kao nekad"                   | Toše Proeski           | "Veži me za sebe"      | Martin Solveig ft. Stephy Haik | "Cabo Parano"                     | [ 78 ] [ 79 ] [ 80 ]    |
| 26.    | 7. srpnja    | Baruni                 | "Kao nekad"                   | Toše Proeski           | "Veži me za sebe"      | Martin Solveig ft. Stephy Haik | "Cabo Parano"                     | [ 81 ] [ 82 ] [ 83 ]    |
| 27.    | 14. srpnja   | Baruni                 | "Kao nekad"                   | Toše Proeski           | "Veži me za sebe"      | Rooney                         | "Where Did Your Heart Go Missing" | [ 84 ] [ 85 ] [ 86 ]    |
| 28.    | 21. srpnja   | Baruni                 | "Kao nekad"                   | Toše Proeski           | "Veži me za sebe"      |                                |                                   | [ 87 ] [ 88 ]           |
| 29.    | 28. srpnja   | Baruni                 | "Kao nekad"                   | Toše Proeski           | "Veži me za sebe"      | [ 89 ] [ 90 ]                  |                                   |                         |
| 30.    | 4. kolovoza  | Baruni                 | "Kao nekad"                   | Toše Proeski           | "Veži me za sebe"      | [ 91 ] [ 92 ]                  |                                   |                         |
| 31.    | 11. kolovoza | Baruni                 | "Kao nekad"                   | Jinx                   | "Na čemu si ti"        | [ 93 ] [ 94 ]                  |                                   |                         |
| 32.    | 18. kolovoza | Baruni                 | "Kao nekad"                   | Jinx                   | "Na čemu si ti"        | Amy Winehouse                  | "Tears Dry On Their Own"          | [ 95 ] [ 96 ] [ 97 ]    |
| 33.    | 25. kolovoza | Miroslav Škoro         | "Šil dil daj"                 | Jinx                   | "Na čemu si ti"        | Yves La Rock                   | "Rise Up"                         | [ 98 ] [ 99 ] [ 100 ]   |
| 34.    | 1. rujna     | Miroslav Škoro         | "Šil dil daj"                 | Jinx                   | "Na čemu si ti"        | James Blunt                    | "1973"                            | [ 101 ] [ 102 ] [ 103 ] |
| 35.    | 8. rujna     | Miroslav Škoro         | "Šil dil daj"                 | Toše Proeski           | "Ubijaš me usnama"     | James Blunt                    | "1973"                            | [ 104 ] [ 105 ] [ 106 ] |
| 36.    | 15. rujna    | Miroslav Škoro         | "Šil dil daj"                 | Toše Proeski           | "Ubijaš me usnama"     | Roger Sanchez                  | "Again"                           | [ 107 ] [ 108 ] [ 109 ] |
| 37.    | 22. rujna    | Baruni                 | "Ja se učim živjeti bez tebe" | Toše Proeski           | "Ubijaš me usnama"     | Alicia Keys                    | "No One"                          | [ 110 ] [ 111 ] [ 112 ] |
| 38.    | 29. rujna    | Baruni                 | "Ja se učim živjeti bez tebe" | Toše Proeski           | "Ubijaš me usnama"     | Alicia Keys                    | "No One"                          | [ 113 ] [ 114 ] [ 115 ] |
| 39.    | 6. lisopada  | Baruni                 | "Ja se učim živjeti bez tebe" | Tony Cetinski          | "Ti si najbolje"       | Jack Peñate                    | "Second, Minute Or Hour"          | [ 116 ] [ 117 ] [ 118 ] |
| 40.    | 13. lisopada | Baruni                 | "Ja se učim živjeti bez tebe" | Toše Proeski           | "Igra bez granica"     | Orson                          | "Ain't No Party"                  | [ 119 ] [ 120 ] [ 121 ] |
| 41.    | 20. lisopada | Baruni                 | "Ja se učim živjeti bez tebe" | Toše Proeski           | "Igra bez granica"     | Fiction Plane                  | "Two Sisters"                     | [ 122 ] [ 123 ] [ 124 ] |
| 42.    | 27. lisopada | Baruni                 | "Ja se učim živjeti bez tebe" | Toše Proeski           | "Igra bez granica"     | David Ford                     | "Decimate"                        | [ 125 ] [ 126 ] [ 127 ] |
| 43.    | 3. studenog  | Baruni                 | "Ja se učim živjeti bez tebe" | Toše Proeski           | "Igra bez granica"     | David Ford                     | "Decimate"                        | [ 128 ] [ 129 ] [ 130 ] |
| 44.    | 10. studenog | Baruni                 | "Ja se učim živjeti bez tebe" | Toše Proeski           | "Igra bez granica"     | Arctic Monkeys                 | "Tedy Picker"                     | [ 131 ] [ 132 ] [ 133 ] |
| 45.    | 17. studenog | Sandi Cenov i Leo      | "Kako ću živjeti bez nje"     | Toše Proeski           | "Igra bez granica"     | Arctic Monkeys                 | "Tedy Picker"                     | [ 134 ] [ 135 ] [ 136 ] |
| 46.    | 24. studenog | Sandi Cenov i Leo      | "Kako ću živjeti bez nje"     | Toše Proeski           | "Igra bez granica"     | Timbaland presents OneRepublic | "Apologize"                       | [ 137 ] [ 138 ] [ 139 ] |
| 47.    | 1. prosinca  | Sandi Cenov i Leo      | "Kako ću živjeti bez nje"     | Toše Proeski           | "Igra bez granica"     | Timbaland presents OneRepublic | "Apologize"                       | [ 140 ] [ 141 ] [ 142 ] |
| 48.    | 8. prosinca  | Jasmin Stavros         | "Ja sam kriv"                 | Toše Proeski           | "Igra bez granica"     | Babyshambles                   | "You Talk"                        | [ 143 ] [ 144 ] [ 145 ] |
| 49.    | 15. prosinca | Jasmin Stavros         | "Ja sam kriv"                 | Toše Proeski           | "Igra bez granica"     | Jack Peñate                    | "Have I Been a Fool"              | [ 146 ] [ 147 ] [ 148 ] |
| 50.    | 22. prosinca | Miroslav Škoro         | "Daleko je kuća moja"         | Toše Proeski           | "Igra bez granica"     | Jack Peñate                    | "Have I Been a Fool"              | [ 149 ] [ 150 ] [ 151 ] |
| 51.    | 29. prosinca | Miroslav Škoro         | "Daleko je kuća moja"         | Toše Proeski           | "Igra bez granica"     |                                |                                   | [ 152 ] [ 153 ]         |